# Elijah Just
Elijah Henry Just (ur. 1 maja 2000 w Palmerston North) – nowozelandzki piłkarz grający na pozycji pomocnika lub skrzydłowego w klubie AC Horsens oraz reprezentacji Nowej Zelandii.

## Kariera
Jest wychowankiem Western Suburbs FC. Z klubem w 2017 zdobył tytuł 2. ligi nowozelandzkiej. W 2018 został piłkarzem Eastern Suburbs AFC. W sezonie 2018/19 wygrał New Zealand Football Championship. Potem wyjechał do Danii. Występował w FC Helsingør. 1 lipca 2022 przeniósł się do AC Horsens.
Występował w młodzieżowych reprezentacjach: U-17 i U-20. W dorosłej kadrze Nowej Zelandii zadebiutował 14 marca 2019 w mecz z Irlandią. Pierwszą bramkę w drużynie narodowej zdobył 21 marca 2022 w meczu eliminacji do MŚ z Fidżi. Został powołany na Puchar Narodów Oceanii 2024.